# Circuit Ricardo Tormo
Circuit Ricardo Tormo, Circuit de la Comunitat Valenciana Ricardo Tormo – tor wyścigowy znajdujący się w Cheste, około 20 km od hiszpańskiego miasta Walencja. Tor nazwany został po hiszpańskim motocykliście – Ricardo Tormo, który pochodził z okolic Walencji.
Tor został oddany do użytku 19 września 1999 roku. Ma długość 4,005 km, posiada dziewięć lewych oraz pięć prawych zakrętów i pokonywany jest w kierunku przeciwnym do ruchu wskazówek zegara. Trybuny mogą pomieścić 120 000 widzów (z czego 60 000 to miejsca siedzące).
Na torze Circuit Ricardo Tormo odbywa się corocznie, od 1999 roku, Grand Prix Walencji w ramach motocyklowych mistrzostw świata. Poza tym odbywają się tutaj regularnie wyścigi w ramach World Superbike, Mistrzostw FIA GT oraz World Touring Car Championship (WTCC).
W związku z łagodnym klimatem, tor ten bywa również używany podczas zimowych testów Formuły 1. W 2011 podczas przedsezonowych testów Formuły 1 rekord okrążenia toru ustanowił Robert Kubica.